# 5396 Kathleenhowell
5396 Kathleenhowell è un asteroide della fascia principale interna. Scoperto nel 1988, presenta un'orbita caratterizzata da un semiasse maggiore pari a 2,396916 UA e da un'eccentricità di 0,167290, inclinata di 4,672359° rispetto all'eclittica. Ha un periodo di rotazione di 8,492 ore.